# Nikon D5200
Die D5200 ist eine digitale Spiegelreflexkamera von Nikon, die im Dezember 2012 in den Markt eingeführt und im November 2013 durch die D5300 ersetzt wurde.

## Technische Merkmale
Der Bildsensor im DX-Format erlaubt Aufnahmen mit maximal 6000 × 4000 Pixeln.
Die Kamera besitzt eine Serienbildgeschwindigkeit von 5 Bildern pro Sekunde und verfügt über 39 Autofokus-Messfelder.
Das 3-Zoll-Display ist dreh- und schwenkbar und hat eine Auflösung von 921.000 Subpixeln.
Neben Fotos kann die Kamera auch Digitalvideos im Full-HD-Format aufnehmen. Die Formate 1080i (mit 60 FPS), 1080p (mit 30, 25 oder 24 fps) sowie 720p (60 oder 50 fps) sind möglich.

## Zubehör
Die Kamera nutzt den USB-Anschluss als Zubehörschnittstelle. Sie kann mithilfe des herstellereigenen Funkadapters WU-1a und eines Smartphones oder Tabletcomputers ferngesteuert werden. Die Bilder können dann auch drahtlos übertragen werden. Unterstützt werden dabei die Betriebssysteme Android und iOS. Sie ist ebenfalls kompatibel zum Funkauslöser WR-T10.
Die Kamera kann über die dieselbe Schnittstelle auch um einen GPS-Empfänger für Geotagging von Bilddateien erweitert werden. Der Hersteller bot dazu das GPS-Modul GP-1 an.